# Janusz Niedźwiedź
Janusz Niedźwiedź (Szczecinek, 1982. január 23. –) lengyel labdarúgó, edző. 2024 óta a Stal Mielec vezetőedzője.

## Pályafutása

### Labdarúgóként
Niedźwiedź a lengyelországi Szczecinek városában született.
1999-ben mutatkozott be az Amica Wronki tartalékketében. 2003 és 2013 között több klubnál is játszott, így például az Olimpia Elbląg, a Warta Poznań, a Polonia Słubice, a Mieszko Gniezno, az Olimpia Koło, a Warta Sieradz és a Termy Uniejów, illetve a kétszer a Tur Turek csapatánál szerepelt.

### Edzőként
Niedźwiedź 2012-ben a Jarota Jarocin edzője volt. 2013-tól 2021-ig a Termy Uniejów, a Radomiak, a Watra Białka Tatrzańska, a Jarota Jarocin, a Podhale Nowy Targ, a Stal Rzeszów és a Górnik Polkowice, illetve a litván Riteriai együttesénél töltött be edzői pozíciókat. 2021-ben, Marcin Broniszewski távozása után a másodosztályban szereplő Widzew Łódź vezetőedzője lett. A 2022–23-as szezonban feljutottak az Ekstraklasába.